# 言葉にできない、そんな夜。
『言葉にできない、そんな夜。』（ことばにできないそんなよる）は、NHK Eテレの国語教養番組。2021年10月から2回のパイロット版の放送を経て、2022年4月より半年間（18回）、2023年4月より、第2シーズンとして4か月間（18回）放送された。

## 概要
「この気持ち、何ていう?」「言葉にできないその気持ち、こよい言葉にしてみませんか?」をキーフレーズとし、日常さまざまな場面で感じるものの言葉にするのが難しい複雑な感情に、ぴったりと来る言葉の表現を探すことをコンセプトとする番組。
毎回、「夏の終わりに感じるなんとも言えないあの気持ち」（パイロット版第1夜より）「昔よく聴いていた懐かしい曲を久しぶりに聞いたとき」（2022年 #1 より）といった日常起こり得るさまざまな感情を、テーマとして3つ前後取り上げ、それぞれのシチュエーションを再現した映像と、古今東西の文学作品や名曲の歌詞に用いられた言葉の表現、さらに現役のクリエイターたちが番組向けに書き下ろした短文などを紹介する。それを元に、スタジオでMCとゲスト合わせて5名がトークを展開する。またあるお題に沿って、MCとゲストがその場で言葉を考え、フリップに書いて発表するコーナーもある。
第2シーズン終了後も、2024年1月3日に「寝ても覚めてもスペシャル!〜エモい言葉談義編〜」と題した2時間特番の放送が予定されていたが、放送前日に編成上の都合による放送の見合わせが発表された。今後の放送予定は未定。

## 出演者

### MC
- 小沢一敬（お笑い芸人・スピードワゴン）：パイロット版第1夜 -

### レギュラー
- 桐山照史（アイドル/俳優・WEST.）：第2シーズンより（第1ではゲストとして出演）

### 語り・朗読
- 渡部紗弓：パイロット版第1夜[3][4] -
- 石川界人：2022年 #1[4] -

### 過去の出演者

#### 朗読
- 金丸健太：パイロット版第2夜[5]

## テーマ曲

### オープニングテーマ
- Lucky Kilimanjaro「ひとりの夜を抜け」（2022年 #1 - ）[6]

## 放送リスト

### 2021年（パイロット版）
ゲストは2回共通。
| 放送回 | 初回放送日時         | ゲスト |
| ------ | -------------------- | --- |
| 第1夜  | 10月9日 0:50 - 1:20  | 伊藤沙莉（俳優） 小森隼（パフォーマー・GENERATIONS from EXILE TRIBE） ヒャダイン（音楽クリエイター） 吉澤嘉代子（シンガーソングライター） |
| 第2夜  | 11月27日 0:50 - 1:20 | 伊藤沙莉（俳優） 小森隼（パフォーマー・GENERATIONS from EXILE TRIBE） ヒャダイン（音楽クリエイター） 吉澤嘉代子（シンガーソングライター） |

### 2022年（レギュラー版・第1シーズン）
ゲストは毎回4名で、3回ごとに交代。初回放送の時間はいずれも金曜 22:00 - 22:30（再放送は月曜深夜（火曜未明） 0:00 - 0:30）。原則月に1週、『美輪明宏 愛のモヤモヤ相談室』を放送する週があったほか、8月は夏季特別番組が放送されたため、毎週放送ではなかった。
| 放送回 | 初回放送日 | ゲスト |
| ------ | ---------- | --- |
| #1     | 4月8日     | 橋本愛（俳優） 桐山照史（アイドル/俳優・WEST.） 水野良樹（ミュージシャン・いきものがかり） 金原ひとみ（小説家）             |
| #2     | 4月15日    | 橋本愛（俳優） 桐山照史（アイドル/俳優・WEST.） 水野良樹（ミュージシャン・いきものがかり） 金原ひとみ（小説家）             |
| #3     | 4月22日    | 橋本愛（俳優） 桐山照史（アイドル/俳優・WEST.） 水野良樹（ミュージシャン・いきものがかり） 金原ひとみ（小説家）             |
| #4     | 5月6日     | 広末涼子（俳優） 小野花梨（俳優） 朝井リョウ（小説家） 吉澤嘉代子（シンガーソングライター）                                 |
| #5     | 5月13日    | 広末涼子（俳優） 小野花梨（俳優） 朝井リョウ（小説家） 吉澤嘉代子（シンガーソングライター）                                 |
| #6     | 5月20日    | 広末涼子（俳優） 小野花梨（俳優） 朝井リョウ（小説家） 吉澤嘉代子（シンガーソングライター）                                 |
| #7     | 6月3日     | 美村里江（俳優） ヒャダイン（音楽クリエイター） 崎山蒼志（シンガーソングライター） 綿矢りさ（小説家）                       |
| #8     | 6月10日    | 美村里江（俳優） ヒャダイン（音楽クリエイター） 崎山蒼志（シンガーソングライター） 綿矢りさ（小説家）                       |
| #9     | 6月17日    | 美村里江（俳優） ヒャダイン（音楽クリエイター） 崎山蒼志（シンガーソングライター） 綿矢りさ（小説家）                       |
| #10    | 7月1日     | シシド・カフカ（ドラマー・俳優） 桐山照史（アイドル/俳優・WEST.） 石崎ひゅーい（シンガーソングライター） 村山由佳（小説家） |
| #11    | 7月8日     | シシド・カフカ（ドラマー・俳優） 桐山照史（アイドル/俳優・WEST.） 石崎ひゅーい（シンガーソングライター） 村山由佳（小説家） |
| #12    | 7月15日    | シシド・カフカ（ドラマー・俳優） 桐山照史（アイドル/俳優・WEST.） 石崎ひゅーい（シンガーソングライター） 村山由佳（小説家） |
| #13    | 7月22日    | 木村カエラ（シンガーソングライター） 佐久間由衣（俳優） 板垣李光人（俳優） 金原ひとみ（小説家）                             |
| #14    | 8月5日     | 木村カエラ（シンガーソングライター） 佐久間由衣（俳優） 板垣李光人（俳優） 金原ひとみ（小説家）                             |
| #15    | 9月2日     | 木村カエラ（シンガーソングライター） 佐久間由衣（俳優） 板垣李光人（俳優） 金原ひとみ（小説家）                             |
| #16    | 9月9日     | 葵わかな（俳優） 川谷絵音（ミュージシャン・indigo la End・ゲスの極み乙女。ほか） 井之脇海（俳優） 村田沙耶香（小説家）      |
| #17    | 9月16日    | 葵わかな（俳優） 川谷絵音（ミュージシャン・indigo la End・ゲスの極み乙女。ほか） 井之脇海（俳優） 村田沙耶香（小説家）      |
| #18    | 9月23日    | 葵わかな（俳優） 川谷絵音（ミュージシャン・indigo la End・ゲスの極み乙女。ほか） 井之脇海（俳優） 村田沙耶香（小説家）      |

### 2023年（レギュラー版・第2シーズン）
今シーズンより桐山照史（アイドル/俳優・WEST.）がレギュラーとなり、3名のゲストが3回ごとに交代する。初回放送の時間はいずれも火曜 22:45 - 23:15（再放送は火曜 14:30 - 15:15）。
| 放送回 | 放送日  | ゲスト                                                                                     |
| ------ | ------- | ------------------------------------------------------------------------------------------ |
| #19    | 4月4日  | 満島真之介（俳優） 橋口洋平（ミュージシャン・wacci） 金原ひとみ（小説家）                  |
| #20    | 4月11日 | 満島真之介（俳優） 橋口洋平（ミュージシャン・wacci） 金原ひとみ（小説家）                  |
| #21    | 4月18日 | 満島真之介（俳優） 橋口洋平（ミュージシャン・wacci） 金原ひとみ（小説家）                  |
| #22    | 4月25日 | 小野花梨（俳優） 吉澤嘉代子（ミュージシャン） 永井紗耶子（小説家）                         |
| #23    | 5月2日  | 小野花梨（俳優） 吉澤嘉代子（ミュージシャン） 永井紗耶子（小説家）                         |
| #24    | 5月9日  | 小野花梨（俳優） 吉澤嘉代子（ミュージシャン） 永井紗耶子（小説家）                         |
| #25    | 5月16日 | アヴちゃん（ミュージシャン・女王蜂） 髙橋ひかる（俳優） 松居大悟（映画監督）               |
| #26    | 5月23日 | アヴちゃん（ミュージシャン・女王蜂） 髙橋ひかる（俳優） 松居大悟（映画監督）               |
| #27    | 5月30日 | アヴちゃん（ミュージシャン・女王蜂） 髙橋ひかる（俳優） 松居大悟（映画監督）               |
| #28    | 6月6日  | シシド・カフカ（ドラマー/俳優） 増子直純（ミュージシャン・怒髪天） 町田そのこ（小説家）    |
| #29    | 6月13日 | シシド・カフカ（ドラマー/俳優） 増子直純（ミュージシャン・怒髪天） 町田そのこ（小説家）    |
| #30    | 6月20日 | シシド・カフカ（ドラマー/俳優） 増子直純（ミュージシャン・怒髪天） 町田そのこ（小説家）    |
| #31    | 6月27日 | 木村カエラ（シンガーソングライター） ヒャダイン（音楽クリエイター） 村山由佳（小説家）     |
| #32    | 7月4日  | 木村カエラ（シンガーソングライター） ヒャダイン（音楽クリエイター） 村山由佳（小説家）     |
| #33    | 7月11日 | 木村カエラ（シンガーソングライター） ヒャダイン（音楽クリエイター） 村山由佳（小説家）     |
| #34    | 7月18日 | 美村里江（俳優/エッセイスト） 松下洸平（俳優/シンガーソングライター） 朝井リョウ（小説家） |
| #35    | 7月25日 | 美村里江（俳優/エッセイスト） 松下洸平（俳優/シンガーソングライター） 朝井リョウ（小説家） |
| #36    | 8月1日  | 美村里江（俳優/エッセイスト） 松下洸平（俳優/シンガーソングライター） 朝井リョウ（小説家） |